# 暹罗虾蛄属
暹罗虾蛄属（学名：Siamosquilla）为原虾蛄科的一个属。

## 下属物种
本属包括以下物种：
- Siamosquilla hyllebergi Naiyanetr, 1989
- 尖尾暹罗虾蛄 Siamosquilla laevicaudata (Sun & Yang, 1998)